# Raúl Echeverría
Raúl Remigio Echeverría (fl. XX secolo) è stato un calciatore argentino, di ruolo attaccante.

## Carriera
Giocava come interno sinistro. Ha giocato sia nell'Estudiantes sia nella nazionale argentina di calcio. Realizzò 2 reti Campeonato Sudamericano de Football 1920, divenendo il capocannoniere dell'Argentina per quell'edizione. Nell'edizione successiva, quella poi vinta dalla albiceleste, marcò il cartellino solo nel 3-0 contro il Paraguay. Concluse la sua breve esperienza con i colori della propria bandiera con 8 presenze e 4 gol.

## Palmarès

### Nazionale
- Campeonato Sudamericano de Football: 1

Argentina 1921